# Mère Svea

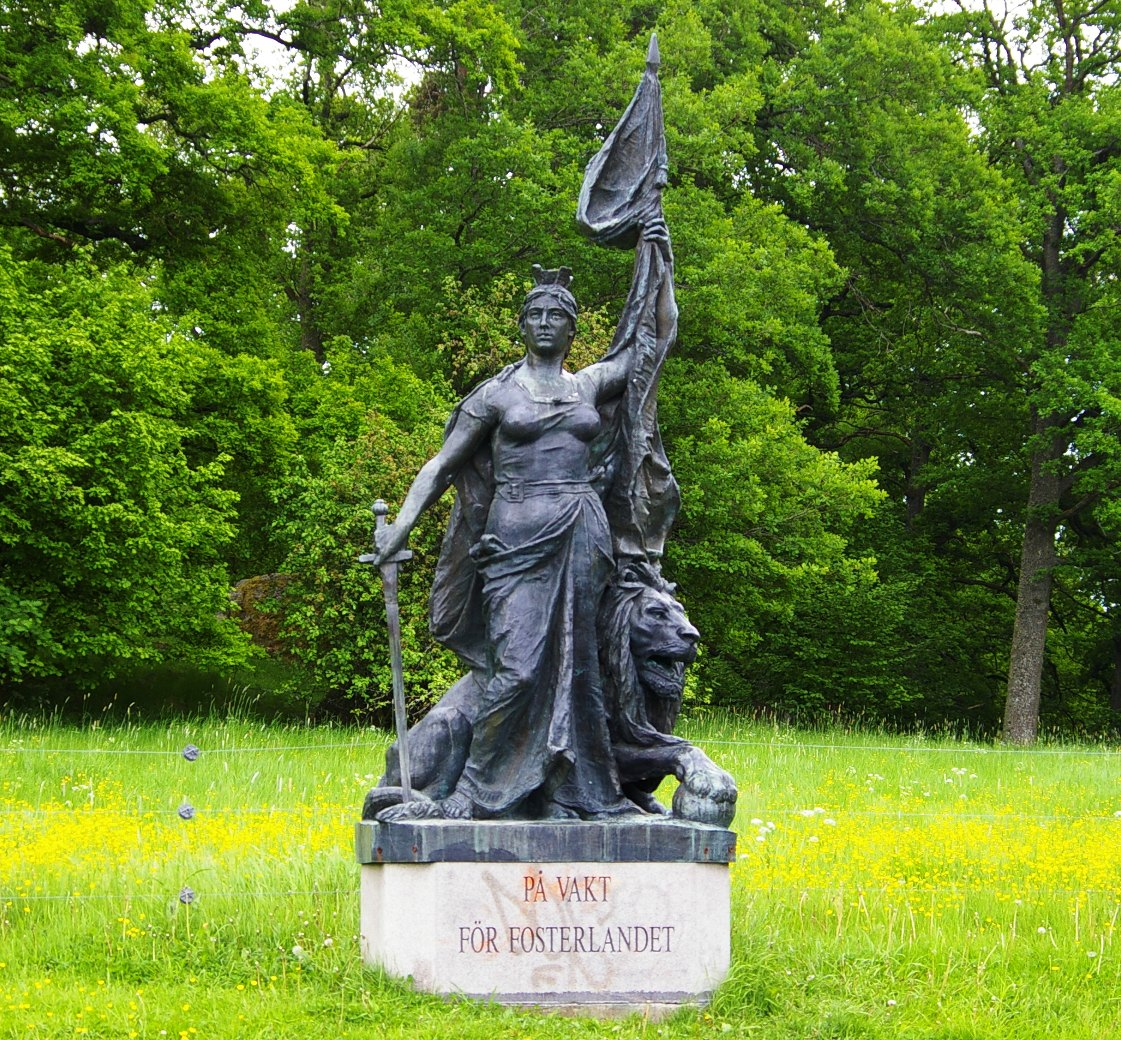
Mère Svea (1891), statue en bronze de Alfred Nystrom (1844-1897). Inscription: En garde pour la patrie.

La Mère Svea (en suédois : Moder Svea) est la figure allégorie de la Suède et l'emblème national de la nation suédoise.

## Origine
Mère Svea est généralement représentée par une guerrière amazone, une valkyrie ou une skjaldmö, tenant un bouclier et se tenant près d'un lion. Svea est un prénom féminin suédois qui provient de svea, un ancien génitif pluriel signifiant « des Suiones » ou les Swea. Il apparait dans le terme « Svea rike », une ancienne forme de « Sverige », le terme suédois pour la Suède.
L'image populaire aurait été créée par l'écrivain suédois Anders Leijonstedt (1649–1725) dans son poème Svea Lycksaligheets Triumph (1672).
En tant que symbole patriotique, Moder Svea est devenue populaire dans Kunga Skald (1697), écrit par le poète suédois Gunno Eurelius (1661–1709) en honneur du roi Charles XI de Suède. Eurelius fut plus tard anobli sous le nom de Dahlstjerna.
Mère Svea apparait souvent comme symbole national dans la littérature et la culture suédoise du XIXe siècle. Elle apparait sur plusieurs billets suédois pendant près de 70 ans.
Le chanteur suédois Lena Philipsson et le compositeur Torgny Söderberg écrivit une chanson appelée Moder Swea qui fut diffusée dans l'album Lena Philipsson.

## Sources

## Compléments